# Joseph Löschnigg

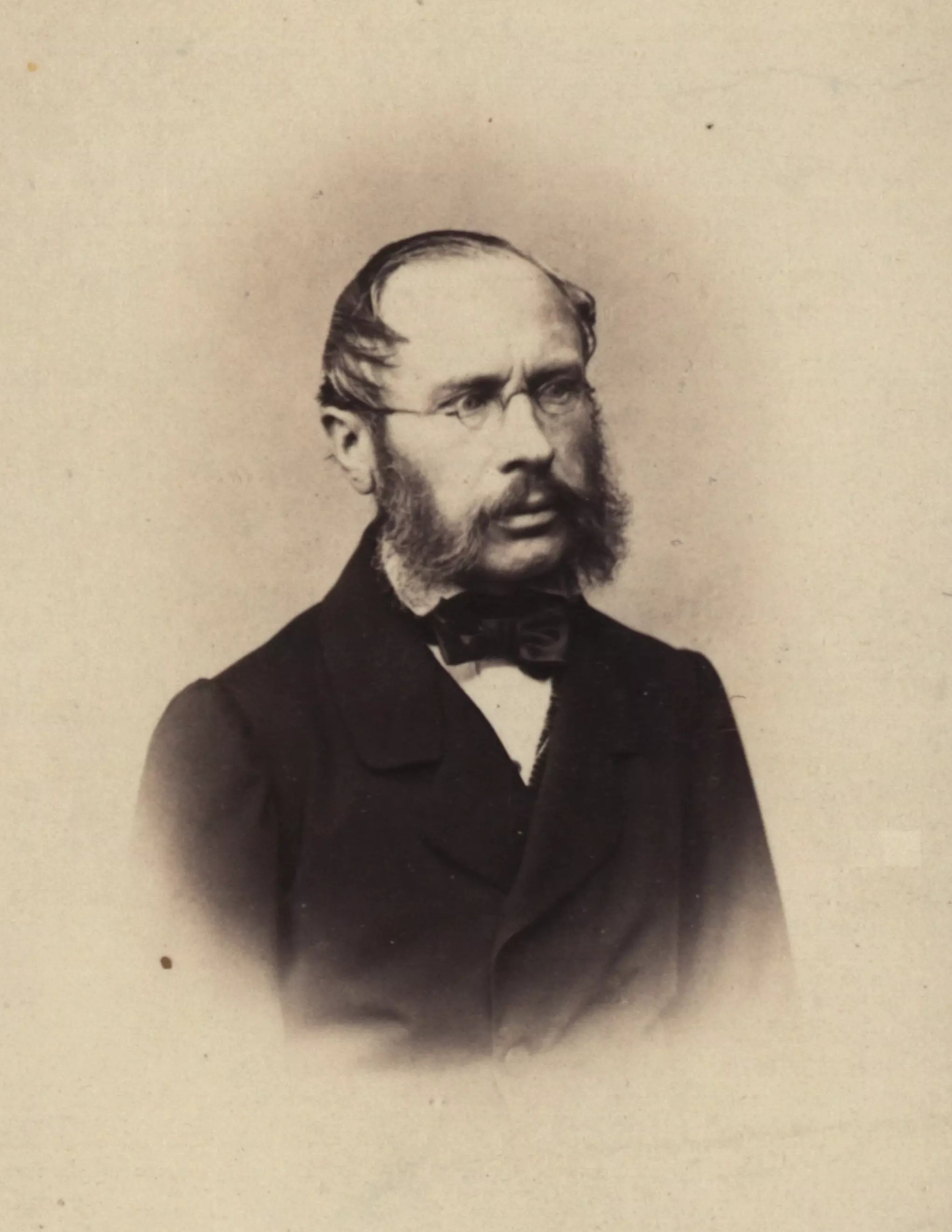
Joseph Löschnigg (1860er Jahre)

Joseph Löschnigg (* im 19. Jahrhundert in Marburg; † im 19. Jahrhundert) war ein österreichischer Richter und Politiker.

## Leben
Löschnigg war katholischer Konfession und schloss sein Studium der Rechtswissenschaften mit der Promotion zum Dr. jur. ab. Er war auch Gutsbesitzer. Vor 1848–1856 war er Kreiskommissär in Groß-Enzersdorf und von 1856 bis 1874 Bezirksvorsteher in Groß-Enzersdorf. Zwischen 1874 und 1877 war er Bezirksrichter in Groß-Enzersdorf und von 1877 bis 1882 Bezirksrichter am Kreisgericht Krems mit Amtssitz in Persenbeug.
Während der Märzrevolution war er im Sommer 1848 Redakteur der "Klagenfurter Zeitung". Vom 21. November 1848 (für Johann Stieger) bis zum 25. April 1849 vertrat er den Wahlkreis 1. Kärnten (Klagenfurt) in der Frankfurter Nationalversammlung. Im Parlament blieb er fraktionslos und stimmte überwiegend mit der Linken. Er gehörte zu den Abgeordneten, die gegen die Wahl Friedrich Wilhelms IV. zum Kaiser der Deutschen stimmten. Seit 1856 gehörte er dem Landwirtschaftlichem Bezirksverein in Groß-Enzersdorf (davon zwischen 1856 und 1859 als Vorstand). Zwischen 1866 und 1874 gehörte er dem Niederösterreichischen Landtag an.